# Gauliga Hessen-Nassau 1941/42
Die Gauliga Hessen-Nassau 1941/42 war die erste Spielzeit der Gauliga Hessen-Nassau (offiziell: Bereichsklasse Hessen-Nassau) im Fußball. Diese Spielklasse war eine von drei neuen Ligen, die im zweiten Kriegsjahr neu geschaffen worden war, um im Gebiet der bisherigen Sportbereiche Hessen und Südwest kleinere Einheiten zu schaffen. 13 Mannschaften aus dem Rhein-Main-Gebiet, Mittel- und Osthessen spielten in zwei Gruppen, die Gruppensieger ermittelten schließlich in zwei Endspielen den Gaumeister. Wie schon im Vorjahr wurde Kickers Offenbach mit nur einem Verlustpunkt überlegener Staffelmeister, setzte sich schließlich gegen den RTuSV Rot-Weiß Frankfurt durch und konnte sich damit zum dritten Mal in Folge einen Meistertitel sichern. Der OFC erreichte in der sich anschließenden Endrunde um die deutsche Meisterschaft erstmals in seiner Vereinsgeschichte das Halbfinale, scheiterte dort aber am späteren Meister Schalke 04. Da die Bereichsklasse Hessen-Nassau in der nächsten Runde eingleisig mit zehn Mannschaften ausgetragen werden sollte, verblieben nur die vier Erstplatzierten jeder Gruppe in der Gauliga der Saison 1942/43, hinzu kamen die Gewinner der beiden Aufstiegsrunden SpVgg. Neu-Isenburg und SC Opel Rüsselsheim.

## Gruppe 1
| Pl. | Verein                     | Sp. | S  | U | N  | Tore    | Quote | Punkte |
| --- | -------------------------- | --- | -- | - | -- | ------- | ----- | ------ |
| 1.  | Offenbacher FC Kickers (M) | 12  | 11 | 1 | 0  | 050:130 | 3,85  | 23:10  |
| 2.  | SG Eintracht Frankfurt     | 12  | 8  | 1 | 3  | 046:200 | 2,30  | 17:70  |
| 3.  | FSV Frankfurt              | 12  | 7  | 2 | 3  | 034:210 | 1,62  | 16:80  |
| 4.  | 1. FC Hanau 93             | 12  | 4  | 3 | 5  | 043:290 | 1,48  | 11:13  |
| 5.  | Kampf-SG Wiesbaden         | 12  | 4  | 1 | 7  | 021:300 | 0,70  | 09:15  |
| 6.  | TSV 1860 Hanau             | 12  | 2  | 1 | 9  | 010:450 | 0,22  | 05:19  |
| 7.  | SV 05 Wetzlar (N)          | 12  | 1  | 1 | 10 | 011:570 | 0,19  | 03:21  |

| (M) | Titelverteidiger               |
| (N) | Aufsteiger aus der Bezirksliga |

## Gruppe 2
| Pl. | Verein                   | Sp. | S | U | N | Tore    | Quote | Punkte |
| --- | ------------------------ | --- | - | - | - | ------- | ----- | ------ |
| 1.  | RTuSV Rot-Weiß Frankfurt | 10  | 8 | 1 | 1 | 051:110 | 4,64  | 17:30  |
| 2.  | SV Darmstadt 98 (N)      | 10  | 7 | 1 | 2 | 041:290 | 1,41  | 15:50  |
| 3.  | FC Union Niederrad       | 10  | 5 | 3 | 2 | 025:140 | 1,79  | 13:70  |
| 4.  | RTuSV Wormatia Worms     | 9   | 4 | 0 | 5 | 023:240 | 0,96  | 08:10  |
| 5.  | VfB 06 Großauheim        | 10  | 1 | 1 | 8 | 017:490 | 0,35  | 03:17  |
| 6.  | BSG Dunlop SV Hanau      | 9   | 1 | 0 | 8 | 015:450 | 0,33  | 02:16  |

| (N) | Aufsteiger aus der Bezirksliga |

## Endspiele um die Meisterschaft
Wie schon in den beiden Jahren zuvor sicherte sich Kickers Offenbach zwar in überlegener Manier die Staffelmeisterschaft, tat sich aber in den Endspielen um die Gaumeisterschaft schwer. Nach einem 0:0 im Hinspiel am 5. April 1941 im Stadion am Brentanobad ging der RTuSV Rot-Weiß Frankfurt im Rückspiel am Bieberer Berg eine Woche später zwei Mal in Führung, die Kickers drehten das Spiel aber in der Schlussviertelstunde und gingen nach einem 2:3-Rückstand mit 6:4 als Gaumeister vom Platz.
|                                            | Gesamt |                                          | Hinspiel | Rückspiel |
| ------------------------------------------ | ------ | ---------------------------------------- | -------- | --------- |
| RTuSV Rot-Weiß Frankfurt (Sieger Gruppe 2) | 4:6    | Offenbacher FC Kickers (Sieger Gruppe 1) | 0:0      | 4:6 (2:1) |

## Aufstiegsrunde

### Gruppe 1
| Platz | Verein              | Spiele | Tore  | Quote | Punkte |
| ----- | ------------------- | ------ | ----- | ----- | ------ |
| 1.    | SpVgg Neu-Isenburg  | 5      | 26:40 | 6,50  | 10:00  |
| 2.    | VfB 1900 Offenbach  | 5      | 18:18 | 1,00  | 06:40  |
| 3.    | LSV Gießen          | 4      | 05:12 | 0,42  | 02:60  |
| 4.    | FSV 08 Ravolzhausen | 6      | 05:12 | 0,42  | 02:10  |

### Gruppe 2
| Platz | Verein              | Spiele | Tore  | Quote | Punkte |
| ----- | ------------------- | ------ | ----- | ----- | ------ |
| 1.    | SC Opel Rüsselsheim | 6      | 18:80 | 2,25  | 9:3    |
| 2.    | FV Alemannia Nied   | 6      | 16:11 | 1,45  | 6:6    |
| 3.    | Hassia Dieburg      | 6      | 11:10 | 1,10  | 6:6    |
| 4.    | VfR Bürstadt        | 6      | 09:25 | 0,36  | 3:9    |